# Пано Манев
Пано Николов Манев, известен още като Пано Ветерски, е български революционер, велешки войвода на Вътрешната македонска революционна организация.

## Биография
Роден е във велешкото село Ветерско. През 1920 година влиза в ВМРО и става терорист на организацията. В периода 1920 – 1927 година заедно с Трайчо Чундев и Стефан Петков – Сиркето влизат в Македония, където основават местни комитет на ВМРО и извършват атентати във Велешко. През 1927 заедно с Чундев поставят бомба на линията Велес-Скопие и с нея убиват пазача на линията.
След освобождението на Кочанско в 1941 година Манев подпомага новоустановеното българско управление. През ноември 1941 е назначен за кметски наместник за селата Ветерско, Лугунци и Рудник. При появата на комунистическите партизани Манев оглавява Велешката контрачета. Според Църнушанов е екзекутиран заедно с други при велешкото клане.